# Русь (готель, Київ)
Готель «Русь» — тризірковий, 22-поверховий готель в Києві.

## Історія
Будівля готелю збудована у 1976–1979 роках (автори споруди: архітектори С. С. Павловський, М. Г. Гречина, А. Б. Сенцова, інженери Е. А. Мельников та інші). Было побудовано спеціально до відкриття Олімпіади-80, на замовлення Управлінням по іноземному туризму (Інтурист) при Раді міністрів СРСР. Інтер'єри та меблі були розроблені архітектором І. Й. Каракіс.
У готелі 433 номери. Каркас будівлі висотою 65 м змонтований зі збірних залізобетонних елементів. Фасад облицьовано навісними багатошаровими алюмінієвими панелями.